# Cornelis Vlacq

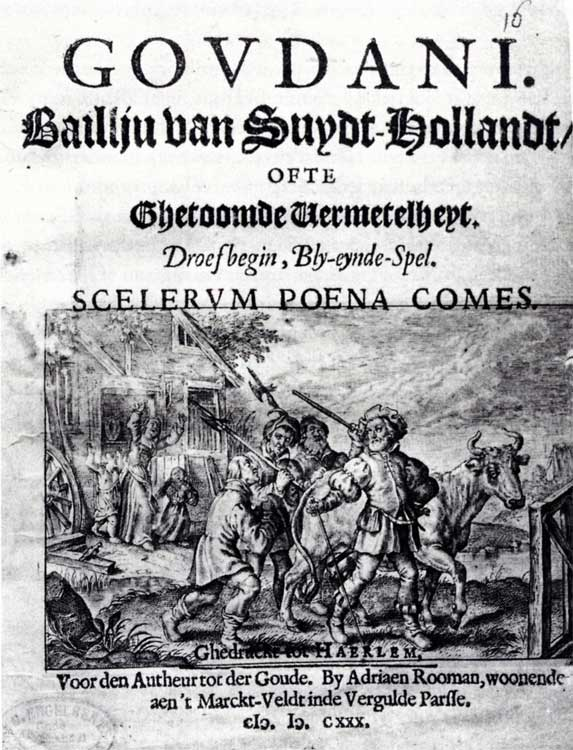
Titelpagina van het waarschijnlijk door Cornelis Vlacq geschreven Baillju van Suydt-Holland ofte Gethoomde Vermetelheyt (1630)

Cornelis Vlacq (omstreeks 1556 - Gouda, begraven 24 juli 1656) was een Nederlands koopman en schepen van Gouda.
Cornelis Vlacq, zoon van de makelaar in granen Cornelis Jansz Vlacq en Yda Jansdr, nam in 1573 deel aan een mislukte poging om om het belegerde Haarlem te ontzetten. Op een verzoek van stadhouder Willem van Oranje meldden zich in 1573 112 mannen uit Gouda om de belegerde Haarlemmers bij te staan. Een van hen was Cornelis Vlacq, die in 1644 als laatste overlevende van de vrijwilligers, de opdracht gaf aan de drukker Pieter Rammasijn om de complete lijst met de namen van de vrijwilligers te drukken.
Cornelis Vlacq werd in 1619 schepen van Gouda en was een tegenstander van de baljuw Anthony Cloots, een fanatiek bestrijder van de Goudse remonstranten. Regelmatig werden bij beide partijen de ruiten ingegooid. Van de hand van Cornelis Vlacq zijn waarschijnlijk ook twee, onder pseudoniem verschenen, toneelstukken Commedy van Maillioot en Baillju van Suydt-Holland ofte Gethoomde Vermetelheyt. In beide stukken, die opgevoerd werden door de Goudse rederijkerskamer 'De Goudsbloem', werd Cloots te kijk gezet en zijn gedrag bespot. Uiteindelijk legde Cloots in 1633 zijn functie neer. Cornelis Vlacq werd niet veroordeeld voor zijn opruiende geschriften, maar werd door de rechter in het gelijk gesteld.
Cornelis Vlacq, de vader van de wiskundige Adriaen Vlacq, overleed circa honderd jaar oud in 1656.